# Bookworm
Bookworm és un videojoc creat per PopCap Games el 2003 on el jugador ha de crear paraules amb lletres adjacents d'un tauler. Quan la paraula és vàlida, aquelles peces desapareixen per deixar caure les adjacents, que d'aquesta manera formen noves combinacions possibles. Com més llarga és la paraula o més peces especials usa (com les peces daurades), més punts s'obtenen. Existeix una modalitat on apareixen peces "en flames" de manera aleatòria que si no s'usen per fer-les desaparèixer acaben cremant el tauler i es perd el nivell. Bookworm està disponible per a Nintendo DS i ordinador i permet jugar formant paraules en anglès.
El títol ve per la paraula anglesa equivalent a "rata de biblioteca", un bookworm ("cuc dels llibres") és algú que llegeix molt o li agraden els llibres. En aquest cas el protagonista del joc és literalment un cuc anomenat Lex que acompanya cada nivell oferint combinacions diferents de lletres. Ha estat considerat un dels millors jocs dels seu gènere per la seva jugabilitat, que permet que persones amb diferents nivells puguin avançar pels nivells.